# Michel Ouellet
Michel Ouellet (* 5. März 1982 in Rimouski, Québec) ist ein ehemaliger kanadischer Eishockeyspieler, der im Verlauf seiner aktiven Karriere zwischen 1998 und 2014 unter anderem 195 Spiele für die Pittsburgh Penguins und Tampa Bay Lightning in der National Hockey League (NHL) auf der Position des rechten Flügelstürmers bestritten hat. Darüber hinaus absolvierte Ouellet weitere 330 Partien in der American Hockey League (AHL), wo er mit den Norfolk Admirals im Jahr 2012 den Calder Cup gewann, und war eine Spielzeit bei den Hamburg Freezers in der Deutschen Eishockey Liga (DEL) aktiv.

## Karriere
Ouellet absolvierte seine Juniorenkarriere bei den Océanic de Rimouski in der kanadischen Juniorenliga Ligue de hockey junior majeur du Québec (LHJMQ), bevor er beim NHL Entry Draft 2000 als 124. Spieler in der vierten Runde von den Pittsburgh Penguins aus der National Hockey League (NHL) ausgewählt (gedraftet) wurde. Mit den Océanic gewann Ouellet im Jahr 2000 sowohl die Meisterschaft der LHJMQ in Form der Coupe du Président als auch den Memorial Cup des Dachverbands Canadian Hockey League.
Zunächst wurde Ouellet mit Beginn der Saison 2002/03 von den Pittsburgh Penguins bei den Farmteams Wheeling Nailers aus der East Coast Hockey League (ECHL) und Wilkes-Barre/Scranton Penguins in der American Hockey League (AHL) eingesetzt. Schon in der Spielzeit 2003/04 – seiner ersten vollen Saison in der AHL – wurde er als einer der besten Neulinge ins AHL All-Rookie Team gewählt. Sein NHL-Debüt gab der Angreifer schließlich am 22. November 2005 beim 5:4-Sieg der Pittsburgh Penguins gegen die Washington Capitals. Sowohl sein erstes Tor als auch seinen ersten Assist in der höchsten nordamerikanischen Profiliga erzielte der Kanadier in zwei aufeinanderfolgenden Spielen gegen die Buffalo Sabres am 16. und 17. Dezember desselben Jahres. In der Saison 2006/07 schaffte Ouellet den Sprung in den Stammkader der Penguins. Nach der Spielzeit unterschrieb er einen Zweijahresvertrag bei den Tampa Bay Lightning, für die er regelmäßig in der NHL spielte. Kurz nach dem Start der Spielzeit 2008/09 wurde er aufgrund von Salary-Cap-Problemen bei den Lightning, die das Team dazu zwangen, ihn vor dem Saisonstart in die AHL abzuschieben und in einem vier Spieler umfassenden Transfergeschäft an die Vancouver Canucks abgegeben.
Im Sommer 2009 lief sein Vertrag aus und bekam weder in der NHL, noch in der AHL eine Einladung in ein Trainingslager. Daher entschloss sich der Kanadier zu einem Wechsel nach Europa und unterschrieb einen Vertrag bei Fribourg-Gottéron aus der Schweizer National League A (NLA). Nach nur einer Saison unterschrieb Michel Ouellet einen Vertrag bei den Hamburg Freezers und wechselte damit in die Deutsche Eishockey Liga (DEL). Im Juli 2011 unterzeichnete er einen Zweiwegevertrag für ein Jahr mit den Tampa Bay Lightning. Mit deren AHL-Kooperationspartner Norfolk Admirals gewann der Stürmer am Ende der Spielzeit 2011/12 den Calder Cup. Am 23. Juni 2012 wurde er zusammen mit einem Draftpick zu den Boston Bruins transferiert. Tampa Bay erhielt dafür die Rechte an Benoît Pouliot. Allerdings absolvierte er für Boston keinen Einsatz mehr, sondern wechselte vor der Saison 2012/13 in die Ligue Nord-Américaine de Hockey (LNAH), wo er von den Isothermic de Thetford Mines unter Vertrag genommen wurde. Im Sommer 2014 beendete der 32-Jährige seine aktive Karriere.

## Erfolge und Auszeichnungen
| - 2000 Coupe-du-Président-Gewinn mit den Océanic de Rimouski - 2000 Memorial-Cup-Gewinn mit den Océanic de Rimouski - 2004 AHL All-Rookie Team - 2005 Teilnahme am AHL All-Star Classic | - 2012 Calder-Cup-Gewinn mit den Norfolk Admirals - 2013 Trophée du joueur le plus gentilhomme (LNAH Most Gentlemanly Player) - 2013 LNAH All-Star Team |

## Karrierestatistik
(Legende zur Spielerstatistik: Sp oder GP = absolvierte Spiele; T oder G = erzielte Tore; V oder A = erzielte Assists; Pkt oder Pts = erzielte Scorerpunkte; SM oder PIM = erhaltene Strafminuten; +/− = Plus/Minus-Bilanz; PP = erzielte Überzahltore; SH = erzielte Unterzahltore; GW = erzielte Siegtore; 1 Play-downs/Relegation; Kursiv: Statistik nicht vollständig)